# Đảng Phục hưng (Việt Nam)

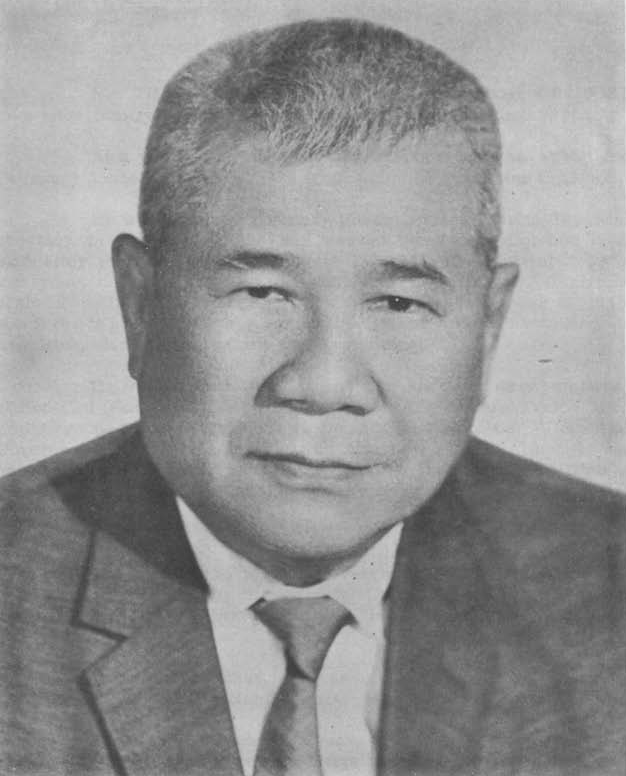
Chủ tịch đảng, ông Trần Văn Hương, phó tổng thống Việt Nam Cộng Hòa (1971–1975) và tổng thống VIệt Nam Cộng hòa (1975)

Đảng Phục hưng là một chính đảng hoạt động tại miền Nam Việt Nam từ 1953 đến 1963.

## Lịch sử
Thành lập vào năm 1953 tại Sài Gòn (khi đó thuộc chính thể Quốc gia Việt Nam), Đảng Phục hưng Việt Nam là tập hợp một số nhân sĩ – trí thức hoạt động chính trị trên tinh thần Tự do – Dân chủ – Công khai.

## Nhân vật nổi bật
- Trần Văn Hương: Chủ tịch Đảng
- Trần Văn Văn